# 276 av. J.-C.
Cette page concerne l'année 276 av. J.-C. du calendrier julien proleptique.

## Événements
- 21 avril (21 avril du calendrier romain) : début à Rome du consulat de Quintus Fabius Maximus Gurges (II) et Caius Genucius Clepsina (I) ; dictature de Publius Cornelius Rufinus[1].
  - Peste à Rome[1].
  - Succès des Romains dans la guerre contre les Samnites et les Lucaniens[2].

- Pyrrhus, de retour en Italie, est battu par la flotte carthaginoise au passage du détroit de Messine ; il attaque Rhêgion, pille le sanctuaire de Locres. Il est harcelé dans sa marche vers le Nord par les Mamertins, mercenaires qui ont pris Messine[2].

- Début du règne d'Antigone II Gonatas, roi de Macédoine, fondateur de la dynastie des Antigonides (fin en 239 av. J.-C.). L'alliance entre Antiochos et Antigone est scellée par le mariage d'Antigone et Phila, demi-sœur d'Antiochos[3].
- Chine : Début du règne d'Anxi ou Anli, roi de Wei (fin en 243 av. J.-C.)[4]. Long Yang Jun devient son favori[5].

## Naissances en 276 av. J.-C.
- Ératosthène de Cyrène, mathématicien grec.

## Décès
- Crantor de Soles, philosophe grec.